# Pompeo Gherardo Molmenti
Pompeo Gherardo Molmenti, né à Venise le 1er septembre 1852, mort à Rome le 24 janvier 1928, est un homme politique, un historien et un écrivain italien, spécialiste de Venise.